# Antillai sisakoskolibri
Az antillai sisakoskolibri (Orthorhyncus cristatus) a madarak (Aves) osztályának a sarlósfecske-alakúak (Apodiformes) rendjéhez, ezen belül a kolibrifélék (Trochilidae) családjához tartozó Orthorhyncus nem egyetlen faja.
A magyar név forrással nincs megerősítve.

## Előfordulása
Anguilla, Antigua és Barbuda, Barbados, a Dominikai Köztársaság, Grenada, Guadeloupe, Martinique, Montserrat, Puerto Rico, Saba, Saint-Barthélemy, Saint Kitts és Nevis, Saint Lucia, Saint-Martin, Saint Vincent és a Grenadine-szigetek, Sint Eustatius, Sint Maarten, Brit Virgin-szigetek és az Amerikai Virgin-szigetek. területén honos.

## Alfajai
- Orthorhyncus cristatus cristatus (Linnaeus, 1758)
- Orthorhyncus cristatus emigrans Lawrence, 1877
- Orthorhyncus cristatus exilis (Gmelin, 1788)
- Orthorhyncus cristatus ornatus Gould, 1861

## Megjelenése
|  |  |

## Külső hivatkozások
- Képek az interneten a fajról
- Internet Bird Collection - videók a fajról
- Oiseaux.net